# ニュージーランド2000ギニー
ニュージーランド2000ギニー（New Zealand 2000 Guineas）はニュージーランドのリカルトンパーク競馬場で開催される芝1600メートルの競馬の競走である。グループ制ではG1に類される。出走条件は3歳馬。同国の2000ギニーに相当する。
毎年11月に施行され、ニュージーランドのマイル最強3歳馬決定戦といった性格を持つ。同時期に牝馬限定戦のニュージーランド1000ギニーが開催されているが、過去に5頭の牝馬が当競走に優勝している。

## 歴代優勝馬
- 2000年 - Tit For Taat
- 2001年 - Master Belt
- 2002年 - Hustler
- 2003年 - King's Chapel
- 2004年 - Clean Sweep
- 2005年 - Darci Brahma
- 2006年 - Magic Cape
- 2007年 - The Pooka
- 2008年 - Tell A Tale
- 2009年 - Katie Lee
- 2010年 - Jimmy Choux
- 2011年 - Rock 'N' Pop
- 2012年 - Sacred Falls
- 2013年 - Atlante
- 2014年 - Turn Me Loose[1]
- 2015年 - Xtravagant[2]
- 2016年 - Ugo Foscolo[3]
- 2017年 - Embellish[4]
- 2018年 - Madison County[5]
- 2019年 - Catalyst[6]
- 2020年 - Aegon[7]
- 2021年 - Noverre[8]
- 2022年 - Pier[9]
- 2023年 - Crocetti[10]
- 2024年 - Savaglee[11]